# Provincia di Ilam
La provincia di Ilam talvolta traslitterato in Elam (in persiano: استان ایلام) è una delle trentuno province dell'Iran. Il capoluogo è la città di Ilam. Gli abitanti di questa provincia parlano curdo.

## Geografia antropica

### Suddivisioni amministrative
La provincia è suddivisa in nove shahrestān:
- Shahrestān di Abdanan
- Shahrestān di Darrehshahr
- Shahrestān di Dehloran
- Shahrestān di Eyvan
- Shahrestān di Ilam
- Shahrestān di Malekshahi
- Shahrestān di Mehran
- Shahrestān di Shirvan va Chardaval
- Shahrestān di Sirvan